# Monopsis tabida
Monopsis tabida är en insektsart som beskrevs av Maximilian Spinola 1839. Monopsis tabida ingår i släktet Monopsis och familjen Tropiduchidae. Inga underarter finns listade i Catalogue of Life.